# Sphingius nilgiriensis
Espèce
Sphingius nilgiriensis est une espèce d'araignées aranéomorphes de la famille des Liocranidae.

## Distribution
Cette espèce est endémique du Tamil Nadu en Inde,.

## Description
Le mâle décrit par Majumder et Tikader en 1991 mesure 5,50 mm.

## Étymologie
Son nom d'espèce, composé de nilgiri et du suffixe latin -ensis, « qui vit dans, qui habite », lui a été donné en référence au lieu de sa découverte, les Nilgiris.

## Publication originale
- Gravely, 1931 : Some Indian spiders of the families Ctenidae, Sparassidae, Selenopidae and Clubionidae. Records of the Indian Museum, Calcutta, vol. 33, p. 211-282.